# Alexander Balletta
Alexander Balletta (Bolonya, Itàlia, 12 d'agost de 1842 - Coira, Suïssa, 12 de maig de 1887) va ser un escriptor, polític, traductor, periodista i editor romanx, i un dels membres fundadors de la Societad Retorumantscha (SRR) i el seu vicepresident.
Fill de Giacun Luis, coronel al servei del papa, i Giovanna Arosio, de Milà, va viure a Itàlia fins a 1854. Va estudiar a l'escola de l'Abadia de Disentis (1854-1856) i a l'escola cantonal de Coira (1856-1863). Posteriorment va rebre estudis de dret a Lausana, Múnic, Heidelberg i Zúric. Com a polític liberal, Balletta va ser triat com a president de la comuna de Breil/Brigels en 1867, però no va disposar del consens necessari en el conservador Districte de Surselva. El 1870 es va traslladar a Coira, però el 1874 es va veure obligat a abandonar la seva carrera com a funcionari públic per motius de salut. Balletta és força conegut com a autor d'assaigs, relats curts i novel·les en llengua romanx. Entre les seves publicacions es troben "Ina sempla historia" (1864), "Errur e reconciliaziun" (1887), "Bien di, bien onn, dei biemaun". També va treballar com a traductor, periodista i va col·laborar en l'edició de prestigioses revistes suïsses.